# Mechtild Rothe
Mechtild Rothe (ur. 10 sierpnia 1947 w Paderborn) – niemiecka polityk, przez pięć kadencji posłanka do Parlamentu Europejskiego (1984–2009).

## Życiorys
Kształciła się w zawodzie technika chemii i do 1974 pracowała w zawodzie laboranta. Do 1978 studiowała germanistykę i nauki społeczne. Uzyskała uprawnienia pierwszego i drugiego stopnia z zakresu nauczania, przez sześć lat była zatrudniona jako nauczycielka.
W 1984 z listy Socjaldemokratycznej Partii Niemiec (do której wstąpiła w 1970) po raz pierwszy objęła mandat deputowanej do Parlamentu Europejskiego. W wyborach w 1989, 1994, 1999 i 2004 z powodzeniem ubiegała się o reelekcję z ramienia SPD. Była m.in. członkinią grupy socjalistycznej, pracowała w Komisji Przemysłu, Badań Naukowych i Energii. Od 2007 do 2009 pełniła funkcję wiceprzewodniczącej PE, a w latach 1994–2004 stała na czele Delegacji do Wspólnej Komisji Parlamentarnej UE-Cypr.